# Oreye
Oreye (neerlandês: Oerle) é um município da Bélgica localizado no distrito de Waremme, província de Liège, região da Valônia.

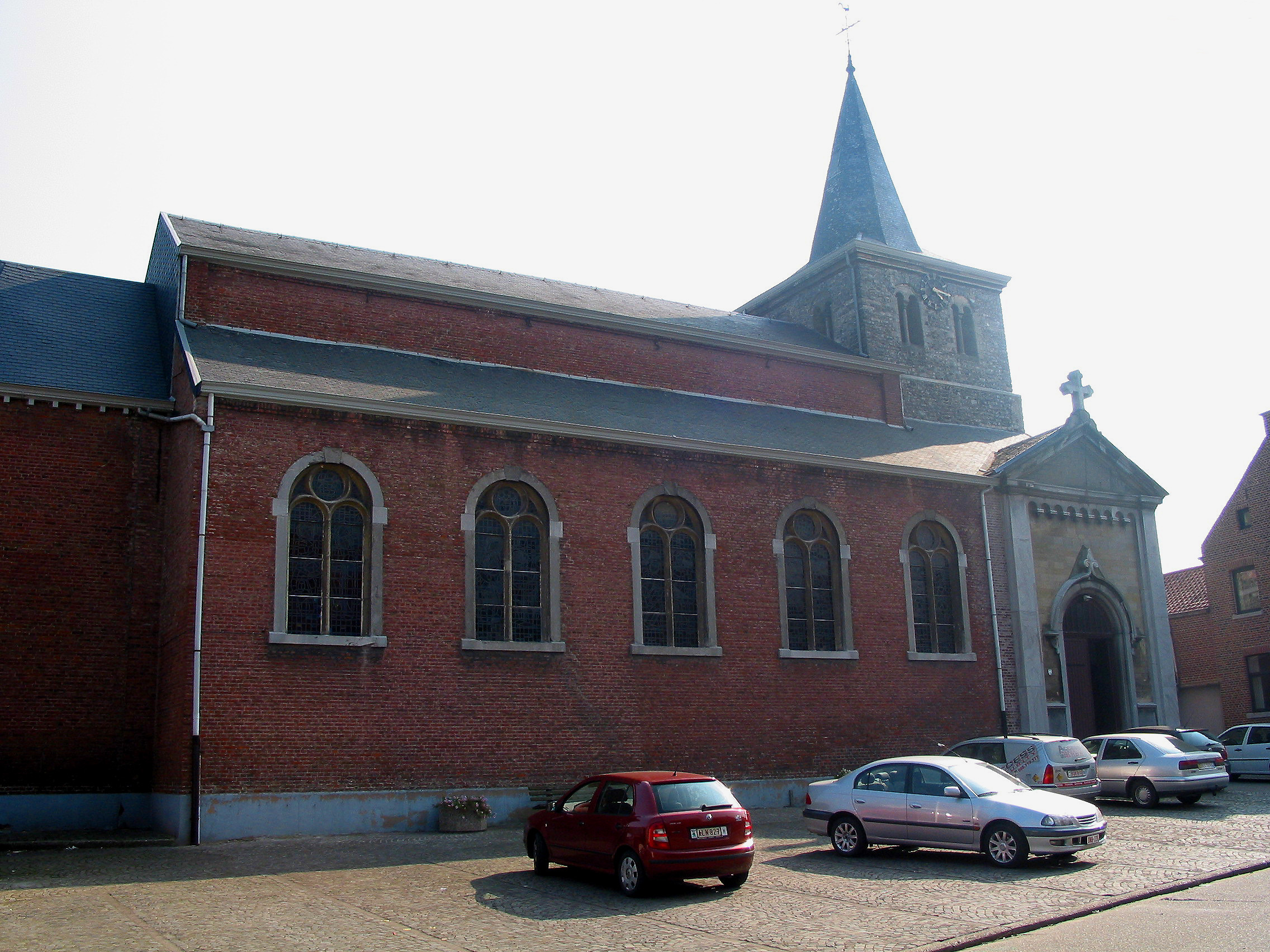
Igreja St-Clément